# Дюмон-Дюрвіль (антарктична станція)
Станція Дюмон-Дюрвіль (фр. Base Dumont d'Urville) — французька наукова антарктична станція, розташована на півночі Землі Аделі, на узбережжі моря Дюрвіля, за 2600 км від південного полюса.
Французьке наукове освоєння Антарктики почалося в 1950 році, коли була заснована станція Порт-Мартін. Але в ніч на 23 січня 1952 року сталася пожежа, яка повністю знищила станцію. Обійшлося без жертв. У той же рік була створена невелика станція Марр, що займається вивченням імператорських пінгвінів. Після пожежі вона тимчасово стала виконувати обов'язки головної бази Землі Аделі. Пізніше, 12 січня 1956 року, за 62 км на схід від колишньої бази Порт-Мартін, була заснована нова головна база, названа Дюмон-Дюрвіль на честь французького мореплавця і дослідника Жюля Дюмон-Дюрвіля. Станція стала центром арктичних досліджень Франції напередодні міжнародного геофізичного року. З тих пір і по теперішній час вона цілий рік функціонує.
Населення станції в зимовий час близько 30 осіб, в літній — до 78 осіб. Фактично ж станція може прийняти до 30 осіб взимку і до 120 — влітку. Транспортне сполучення зі станцією здійснюється морським шляхом і по повітрю. Навігація триває з листопада по березень, вантажі доставляються, головним чином, криголамом з порту Гобарт. У зимовий час сполучення, в основному, здійснюється вертолітним транспортом, але через обмерзання і сильні стокові вітри часто виникають проблеми.
29 жовтня 2010 року зазнав аварії вертоліт AS350 Ecureuil, що прямував з борту наукового судна «Астролябія» на станцію Дюмон-Дюрвіль. В результаті загинули чотири громадянина Франції, що знаходилися на борту вертольота — льотчик, механік і двоє вчених зі станції Дюмон-Дюрвіль.